# Хопа, Тандо
Тандо Хопа (род. в 1989 году в Себокенг, Южная Африка) — южноафриканская модель с альбинизмом.

## Биография
Тандо третья в семье из четырёх детей, у неё есть младший брат на четыре года младше её, который также является альбиносом. Её мать — режиссёр, а отец — инженер . Она выросла в Ленасии, городке в Соуэто, прячется от солнца, надевая длинные рукава, чтобы защитить депигментированную кожу . Из-за альбинизма у неё проблемы со зрением, из-за чего она вынуждена пользоваться монокулярной лупой . Подростком она поступила в St Martin’s High School, а затем стала бакалавром права в Университете Витватерсранда . Параллельно с модельной работой работала прокурором в суде Йоханнесбурга.
В 2012 году её заметил южноафриканский дизайнер Герт-Йохан Кутзи во время прогулки по торговому центру. Именно благодаря ему она впервые попала на дефиле для местного дизайнера. В следующем году она появилась на обложке первого номера журнала Forbes Life Africa. Хотя быть моделью — не её призвание, она соглашается позировать, чтобы бороться с предрассудками против альбиносов в своей стране по совету сестры. Поэтому она стала активисткой разнообразия в мире моды .
В 2016 году Тандо позировала фотографу Джастину Дингуоллу для его серии о нетрадиционной красоте «Albus». Она также украсила собой обложку Marie Claire в своей родной стране и стала первой коренной южноафриканкой, позировавшей для календаря Pirelli, созданного редактором Vogue UK Эдвардом Эннинфулом. В 2018 году она появилась на обложке Glamour South Africa вместе с главным редактором Асандой Сизани и рэпершей Nadia Nakai .
Тандо Хопа является лицом косметического бренда Vichy, выпускающего солнцезащитные средства.
В 2018 году она была включена в список 100 женщин года по версии BBC. Она признаётся, что одним из образцов для подражания для неё является сомалийская модель Варис Дирие.

## Фильмография

### Телесериал
- 2018 : Падение Трои: Артемида
- 2020 : Такалани Кунжут : Тандо